# معرونه
معرونه (به عربی: معرونة) یک روستا در سوریه است که در استان ریف دمشق واقع شده‌است. معرونه ۱٬۱۵۳ نفر جمعیت دارد.